# Гвембе
Гвембе — небольшой город в Южной провинции Замбии с населением около 2000 человек. Это самый крупный город в районе Гвембе на озере Кариба между городами Сиавонге и Синазонгве. Раньше здесь находилась штаб-квартира, затем она переехала в Маньюмбве около 30 км к востоку от города. Основой сельского хозяйства является хлопководство. В городе есть несколько предприятий по переработке хлопка, которые обеспечивают множество рабочих мест для жителей. 